# Sipo Bohale
Armando Sipoto Bohale Aqueriaco (ur. 21 kwietnia 1988 w Alicante) – gwinejski piłkarz grający na pozycji środkowego lub lewego obrońcy.

## Kariera klubowa
Bohale jest wychowankiem klubu Alicante CF. W latach 2007–2009 grał w rezerwach tego klubu, a w sezonie 2009/2010 grał już w pierwszym zespole Alicante w Segunda División B. W 2010 roku odszedł do Torrellano Illice CF z Tercera División, a w trakcie sezonu 2010/2011 został zawodnikiem FC Jove Español, także klubu tej ligi. W 2011 roku przeszedł do CD Badajoz z Segunda División B.

## Kariera reprezentacyjna
W reprezentacji Gwinei Równikowej Bohale zadebiutował w 2010 roku. W 2012 roku został powołany do kadry na Puchar Narodów Afryki 2012.